# Атанас Поппетров
Атанас Поппетров е български възрожденски просветен деец и участник в църковно-националните борби на българите в Източна Македония.

## Биография
Поппетров е роден в село Либяхово, Неврокопско, в семейството на свещеник Петър (Пею) Петков и Злата Ангелова Столинчова. През учебната 1856/1857 година постъпва в местното училище, където преподава прочутия учител Георги Зимбилев, който води обучението на гръцки език и въвежда светски дисциплини. След напускането на Зимбилев, продължава образованието си при местните учители Янчо Мавродиев и свещеник Харитон Карпузов, които връщат килийнате методи на обучение. След изучаването на Псалтира, баща му го изпраща да учи занаята терзийство. В продължение на три зими е терзийски чирак при братовчед си Ангел Москов в село Височен, Драмско. През другото време се занимава с домашна и полска работа. При всеки удобен случай взима частни уроци от учителите Георги Зимбилев и Петър Сарафов, при които усъвършенства познанията си по гръцки език и източно църковно пеене.
Твърде млад Поппетров се отдава се на учителската професия и преподава в различни селища на Източна Македония. Учителства в неврокопските села Лъки (1865 - 1866) и Либяхово (1867 - 1870), където преподава на гръцки език, но постепенно въвежда и уроци на български език. Решително влияние за неговото формиране, като български просветен деец оказва учителят Захари Бояджиев, който през учебната 1869/1870 учителства в съседното село Гайтаниново. Поппетров оставя брат си Петко временно да го замества и постъпва в гайтаниновското училище. Тук учителят Бояджиев формира един клас, в който привлича редица учители от околността, които обучава главно на български и турски език. През 1870 година Поппетров открива първото българско училище в Черешница, Мелнишко, където учителства една учебна година, а през следващата преподава в Старчища, Неврокопско (1871 – 1872).
По-късно той продължава образованието си в Главното училище в София, където завършва ̩IV клас (1872 - 1873). На връщане за родния си край, остава за известно време в Самоков, където при учителя Иван Соколов, изучава звучната метода и пръв я въвежда в Неврокопско. От 1873 до 1876 година за втори път учителства в родното си село Либяхово. Тук събира до 140 ученици от Неврокопско, Драмско и Мелнишко и последователно открива II и III клас. През 1873 година е сред основателите на учителско дружество „Просвещение“ в Неврокоп и активно участва в дейността му. През септември 1874 година е избран в ръководството му, като съветник. Участва в дейността на Неврокопската българска община и е неин член. По време на масовите репресии над българското население след погрома на Априлското въстание от 1876 година, Поппетров предрешен в работническо облекло напуска Либяхово и се укрива в Драма, където работи в турски тютюнев склад. След утихване на репресиите е назначен за български учител в Неврокоп, където учителства две непълни учебни години (1877 - 1878). През есента на 1878 година за кратко е главен учител в Банско.
Поппетров участва в Кресненско-Разложкото въстание. След въстанието напуска родния си край и се премества със семейството си в Самоков. Тук е назначен за учител и църковен певец (1878 - 1879). По-късно напуска учителството и се установява в Ихтиман, където работи като финансов чиновник (1879 - 1889). Тук изпълнява длъжностите секретар при околийския бирник, ковчежник, околийски бирник и контрольор. През 1889 година се установява окончателно със семейството си в София, където става докладчик при Върховната сметна палата. В края на 1892 година доброволно напуска държавната служба и изпълнява различни длъжности - деловодител при тухларско дружество „Работник“, управител на тютюнева фабрика „В. Григориядес и С-ие“, църковен настоятел при храма „Свети Николай Нови Софийски“ (1895 - 1901), помощник-кмет на София (1896 - 1899), председател на Сярско-Драмското спомагателно дружество „Пирин“ (1902 - 1903), делегат на същото дружество за събиране на помощи на бежанците от Македония, окръжен съветник (1912 - 1919). Започва търговия с дървен материал, отначало в съдружие (1896 - 1908), а после и самостоятелно (1908 - 1911). През 1929 година основава специален фонд към Светия Синод за издръжка на бедни деца, родени в Либяхово. За целта той дарява на църквата облигации с номинална стойност от 250000 лева, а фондът приема неговото име и това на съпругата му Николина.
Работи съвместно и поддържа връзки с известните възрожденски дейци Георги Зимбилев, Петър Сарафов, Георги Попиванов, Андроник Йосифчев, Спас Прокопов, чийто оригинални портрети съхранява в архива си. Автор е на подробна автобиография, бележки и записки със със сведения за националните борби на българите в Югоизточна Македония, които се съхраняват в Научния архив на БАН. Основните документи от фонда на Атанас Поппетров са обнародвани през 2017 година от доц. д-р Лизбет Любенова и издадени от Народно читалище „Кузман Шапкарев – 2009“ в София.
Умира през 1933 година в София.